# Wilgfonteinkruid
Wilgfonteinkruid (Potamogeton ×salicifolius) synoniem: Potamogeton ×decipiens) is een vaste plant die behoort tot de fonteinkruidfamilie (Potamogetonaceae). Wilgfonteinkruid is de soortskruising van glanzig fonteinkruid en doorgroeid fonteinkruid. Deze waterplant komt van nature voor in de gematigde en koudere streken op het noordelijk halfrond. In Nederland wordt de soort zeer zeldzaam aangetroffen in Friesland en op enkele plaatsen in Noord-Overijssel, Midden-Nederland, Noord-Brabant en Noord-Limburg. Het aantal chromosomen is 2n = 52.
Wilgfonteinkruid wordt 30-100 cm lang en heeft een wortelstok. De stengel is licht zigzaggende. De bladeren hebben een teruggeslagen rand en de bladtop versmalt plotseling in een korte stekelpunt. De ondergedoken, zittende, 14-40 mm brede bladeren zijn halfstengelomvattend. De steunblaadjes zijn 2-5,5 cm lang.
Wilgfonteinkruid bloeit met groene bloemen. De bloeiwijze is een aar.
De planten vormen geen vruchten.
Wilgfonteinkruid staat op zonnige, heldere, niet te ondiepe, voedselrijke, stilstaande tot matig stromende, meestal kalkrijke, zoete wateren boven een bodem van zand, klei of veen. De bastaard groeit op plaatsen waar het veen overgaat naar zand. Aangezien de beide stamouders een verspreiding hebben in de gematigde streken van het Noordelijke Halfrond en Nederland geheel binnen het Europese areaal van de beide ouders valt, zou de hybride overal in Nederland kunnen opduiken, maar is om onduidelijke redenen tot het noorden en oosten van Nederland beperkt en zeer zeldzaam. De verspreiding wereldwijd is overigens ook onbekend. De soort lijkt het meest op een gedrongen vorm van glanzend fonteinkruid, maar de bladeren zijn zittend en hebben een teruggeslagen rand en vertonen geen neiging vlak onder het oppervlak van het water te zweven en de bladtop is plotseling in een korte stekelpunt versmald. Ze vertoont frustratiebloei (ze blijft maar bloeien zonder dat het tot vruchtvorming komt).

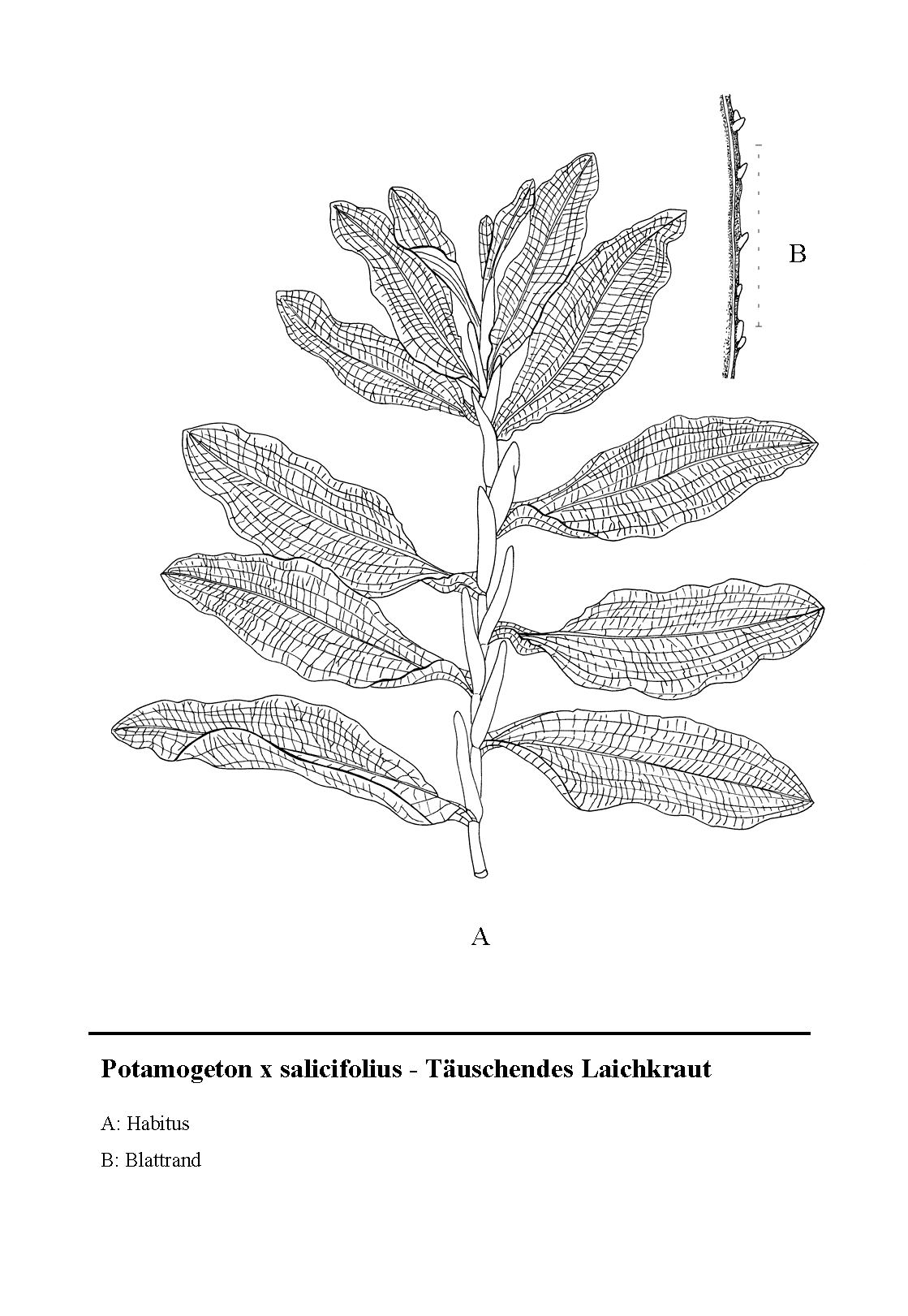
A = stengel, B = bladrand
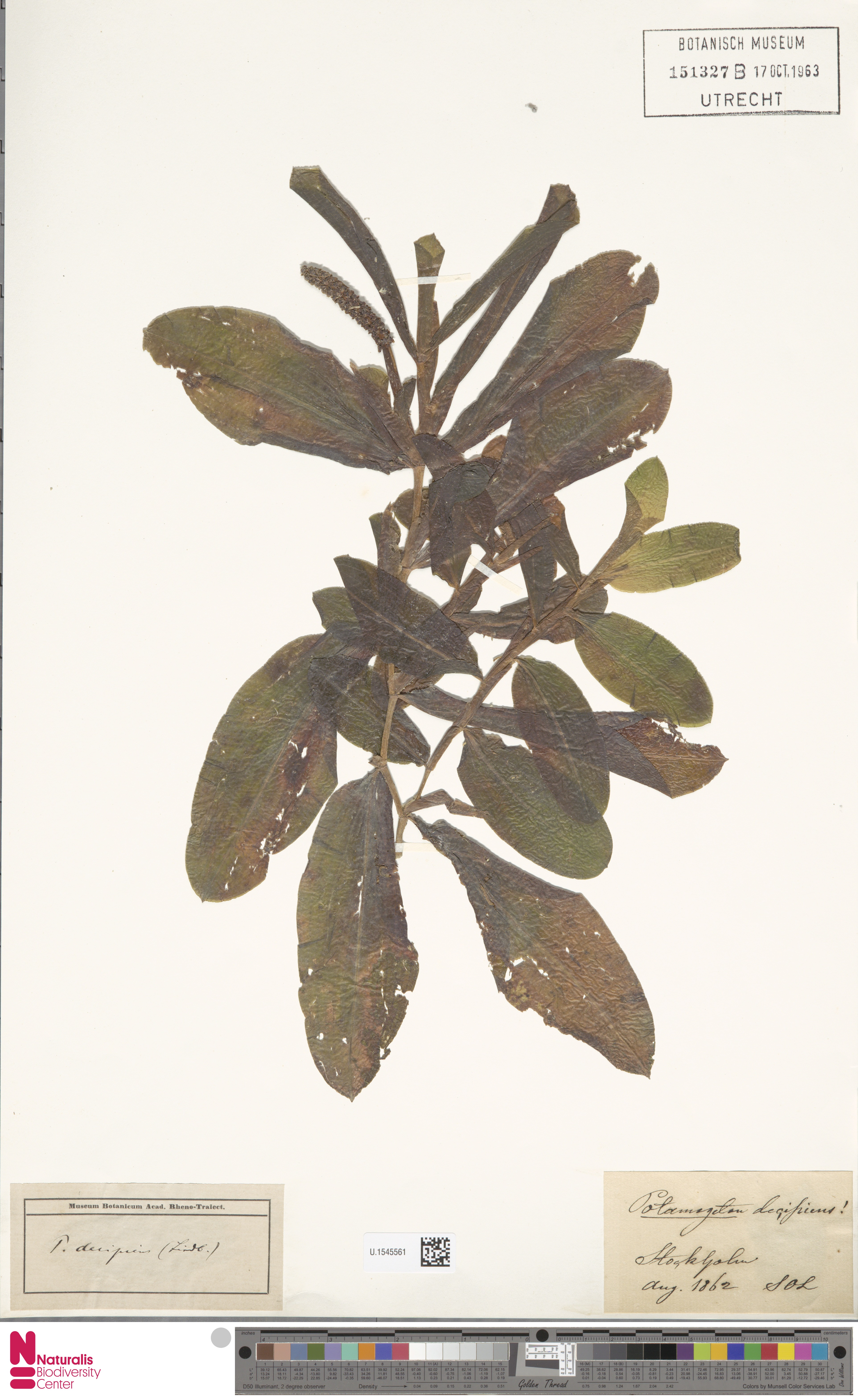
Bloeiwijze